# 데번 워크하이저
데번 워크하이저(Devon Werkheiser, 1991년 3월 8일 ~ )는 미국의 싱어송라이터, 배우이다. 니켈로디언 시트콤 《네드의 학교에서 살아남기》(2004-07)에서 네드 비그비 역을 맡은 것으로 가장 잘 알려져 있다. ABC 패밀리 텔레비전 시리즈 《그릭》에서 피터 파크스 역을 연기했다.

## 영상 목록

### 영화
- 위 워 솔저스 (2002)
- 웨얼즈 더 머니 (2017, Where's the Money)

### 텔레비전
- 네드의 학교에서 살아남기 (2004-07) - 네드 비그비 역
- 그릭 (2011) - 피터 파크스 역

## 음반 목록

### 정규 앨범
- Prologue (2016)